# Gentou

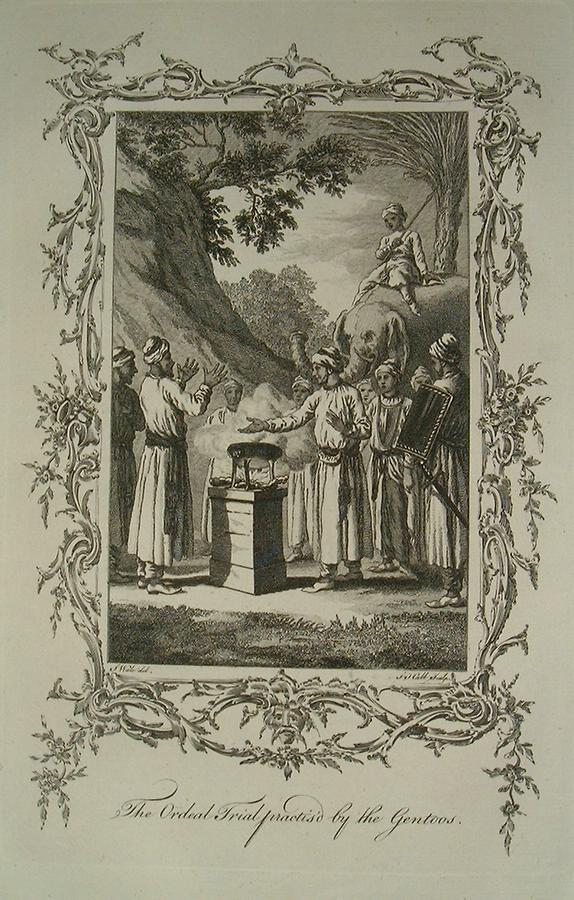
The Ordeal Trial practis'd by the Gentoos, 1770 gravure sur cuivre..

Gentou, au pluriel Gentous ou Gentoux (en anglais : Gentoo, Gentue ou Jentue), était un terme utilisé par les Européens pour désigner les habitants indigènes du sous-continent indien avant que le mot « hindou », avec sa connotation religieuse, ne soit utilisé pour distinguer les musulmans des autres groupes religieux en Inde,,,,. Depuis le XXe siècle, c'est un terme dénigrant,,.
En anglais, les termes Gentio et Gentoo étaient aussi utilisés pour les peuples indigènes du sous-continent. Plus tard, le terme est utilisé pour les peuples parlant le télougou dans la province de Madras (aujourd'hui la région d'Andhra Pradesh), dans le but de les distinguer des Malbars, des Tamouls et des personnes parlant le tamoul (dans l'actuelle région de Tamil Nadu),,,,. C'était aussi un terme du jargon anglo-indien utilisé aux XVIIe et XVIIIe siècles. Depuis le XXe siècle, c'est un terme dénigrant,,.

## Étymologie
Les linguistes ignorent les raisons pour lesquelles on appelait les Indiens « Gentou ». Puisque les Portugais sont les premiers Européens à atteindre le sous-continent indien, où ils font commerce, évangélisation et colonisation, peut-être qu'il dérive de Gentio, c'est-à-dire un gentil, un païen ou un indigène. Les Portugais auraient utilisé ce terme pour distinguer les indigènes de l'Inde des musulmans, des Maures et des Moros,,.

« Et avant que le royaume de Gujarat ne tombe entre les mains des Maures, une certaine race de Gentios, que les Maures appelaient Resbutos, vivaient là,. »

Selon le philologue et orientaliste du XIXe siècle Nathaniel Brassey Halhed, ce serait une dérivation linguistique fantaisiste de Gentoo emprunté au mot sanskrit jantu, qui signifie « humanité » ou « animal ».
Le mot « hindou » ne provient pas du sous-continent indien, il a acquis une connotation religieuse lorsque les musulmans s'y sont installés. Plus tard, les Britanniques ont mis en place un système judiciaire dans un but administratif (voulant ainsi établir une jurisprudence indienne) ; il a été codifié dans The Gentoo Code. Le premier résumé des lois indiennes paraît en 1776, sous l'impulsion de la Compagnie britannique des Indes orientales et le soutien du Gouverneur général des Indes Warren Hastings. Le philologue Halhed a traduit le texte du persan à l'anglais,,,,.

« Les Gentoux, idiome portugais pour Gentils, sont les Aborigènes, qui jouissaient de leur liberté jusqu'à ce que les Maures ou les Tartares de la Scythie... les sapent, tirant profit des troubles civils,. »

Lorsque le mot « hindou » a pris une connotation religieuse et a servi à désigner les non-musulmans et les non-chrétiens, le mot « Gentou » est devenu archaïque, puis obsolète,,,,.

### Citations originales
1. ↑  (en) « And before this kingdom of Guzerate fell into the hands of the Moors, a certain race of Gentios whom the moors called Resbutos dwelt therein »
2. ↑  (en) « The Gentues, the portugal idiom for Gentiles, are the Aborgines, who enjoyed their freedom, till the Moors or Scythian Tartars... undermining them, took advantage of the civil Commotions. »